# Thorvald Stoltenberg
Thorvald Stoltenberg (Oslo, 8. srpnja 1931.) je norveški političar. Bio je norveškim ministrom u dvjema vladama u Norveškoj koje je sastavila Norveška laburistička stranka. Bio je ministrom obrane od 1979. do 1981. te dvaput ministrom vanjskih poslova, od 1987. do 1989. i od 1990. do 1993.), državnim tajnikom i veleposlanikom.
Od 1989. do 1990. bio je norveškim veleposlanikom pri Ujedinjenim narodima. Godine 1990. je imenovan za Visokog povjerenika Ujedinjenih naroda za izbjeglice, a 1993. je postavljen za posebnog predstavnika Glavnog tajnika Ujedinjenih naroda za bivšu Jugoslaviju. Bio je dopredsjednikom Nadzornog odbora Međunarodne konferencije o bivšoj Jugoslaviji. Zajedno s američkim veleposlanikom u Hrvatskoj Peterom Galbraithom je pripremio Erdutski sporazum i posredovao u njemu.
Godine 2003. je bio predsjednikom odbora Međunarodnog instituta za demokraciju i izbornu pomoć. Od 1998. je predsjednikom norveškog Crvenog križa. Također je članom Trilateralne komisije i odbornikom je njena izvršnog odbora.
Bivši je član odbora za Studentsku mirovnu nagradu.
Otac je Jensa Stoltenberga, norveškog premijera u dvama mandatima, koji od 2014. godine obnaša dužnost glavnog tajnika NATO-a.

## Vanjske poveznice
- Storting Životopis